# 貝爾斯普林斯 (加利福尼亞州)
貝爾斯普林斯（英語：Bell Springs）是位於美國加利福尼亞州門多西諾縣的一個非建制地區。該地的面積和人口皆未知。

## 地理
貝爾斯普林斯的座標為38°57′07″N 123°35′07″W / 38.95194°N 123.58528°W，而該地的平均海拔高度為1104米（即3622英尺）。